# Vitor Júnior
Vitor Júnior (født 15. september 1986) er en brasiliansk fodboldspiller.